# Дневники вампира
«Дневники вампи́ра» (англ. The Vampire Diaries) — серия книг, написанная Лизой Джейн Смит в стиле мистики, фэнтези и фантастики. В основе сюжета — история о девушке Елене Гилберт, за любовь которой сражаются два брата-вампира Дэймон и Стефан Сальваторе. Изначально была опубликована трилогия «Пробуждение», «Голод» и «Ярость» (1991), но давление читателей заставило Смит написать четвёртый том, «Тёмный альянс» (1992). В 1998 году Смит заявила о новой побочной трилогии, названной «Дневники вампира: Возвращение», продолжающей серию с Дэймоном в качестве главного героя. Первая часть трилогии, «Возвращение: Наступление ночи», была выпущена 10 февраля 2009 года. Вторая книга, «Возвращение: Тень души» вышла 16 мая 2010 года. «Полночь» была представлена публике 15 марта 2011 года.
Также вышла в свет приквел-гексалогия «Дневники Стефана», написанная Кевином Уильямсом и Джули Плек по мотивам книг Лизы Джейн Смит — подсерия, где рассказывается предыстория событий, описанных в телесериале (за основу сюжета взят исключительно телесериал «Дневники вампира»).
Роман «Дневники вампира» был адаптирован в телесериал, премьера которого состоялась 10 сентября 2009 года на американском телеканале The CW. Жанр: драма, фэнтези, мистика, ужасы, триллер.
Трилогия «Охотники» по мотивам трилогии «Возвращение» была написана писателем-призраком. Фактически, Смит подписала контракт «работа по найму» ещё тогда, когда она написала оригинальную трилогию романов «Дневники вампира», что означает, что издательство владеет авторскими правами на серию книг. Первоначально Смит намеревалась назвать книги «Охотники» «Фантом», «Вечная песня» и «Вечность», но третья книга была названа автором-призраком «Восстание судьбы».  Серия книг «Фантом» были выпущены 25 октября 2011 г., «Лунная песня» 13 марта 2012 г., и «Поступь судьбы» 23 октября 2012 г.
Трилогию «Спасение» написал писатель-призрак Обри Кларк. Первая часть, «Невидимый», была выпущена 2 мая 2013 года вторая книга, «Невысказанное», 7 ноября 2013 года, и третья и последняя книга, «Разоблаченные», 8 мая 2014 года. Первые две книги трилогии «Спасение» (The Salvation) были впервые выпущены на Amazon.com в мягкой обложке и электронной книге, а «Разоблаченные» была доступна для предзаказа 11 марта 2014 года на Amazon.com.
15 января 2014 года Лиза Дж. Смит объявила, что продолжает писать свою версию «Дневников вампира» до того, как её уволили издатели. Смит выпустит книги на Amazon Kindle как фанфики, которые не входят в официальную серию. «Вечерняя песня» (The Evensong), которые повествуют события в серии книг «Возвращение: Полночь», на которой она остановилась писать и это, якобы, происходит в альтернативной вселенной, а не в той, что происходит в официальной серии (официальные — это те книги, которые выпустил издатель). В трилогию «Вечерняя песня» (The Evensong) входят: «Потерянный рай» (Paradise Lost), «Война роз» (The War of Roses) и «Посреди леса» (Into the Wood). Первые две игры были выпущены в 2014 году, по состоянию на март 2021 года «Посреди леса» (Into the Wood) ещё не была выпущена. Однако Лиза Джейн Смит сообщила, что роман рано или поздно выйдет на сайте Kindle Worlds.

## Серия книг «Дневники вампира»

### 1 книга. Пробуждение (1991)
Действие книги происходит в США на территории штата Вирджиния, в небольшом вымышленном городе Феллс-Черч. Старшеклассница Елена Гилберт, одна из самых красивых и популярных девушек в школе, несмотря на личную трагедию — смерть родителей в автокатастрофе, желает быть лучшей во всём. В один момент она встречает нового красивого студента, Стефана Сальваторе, в результате чего исполняется решимостью построить с ним свои отношения. Затем Стефан спасает Елену от жестокого поклонника, одноклассника Тайлера Локвуда. Она понимает, что Стефан может ответить взаимностью на её любовь. Но Елена узнает его ужасную тайну. Стефан — вампир. Но он не тот, кто совершает убийства. (Вскоре любовь Елены и Стефана сталкивается с большой угрозой: каждый думает, что Стефан совершил преступление). Виновником всего этого является дьявольский брат Стефана, Дэймон Сальваторе, который живёт, чтобы сеять страдания в жизни Стефана.
Дэймон и Стефан родились в конце 15-го столетия, во Флоренции, в эпоху Ренессанса, в семье состоятельного итальянского графа Джузеппе де Сальваторе, им более 500-лет. Два брата были превращены в вампиров красивой кокетливой леди, дочерью немецкого барона — Катериной Петровой, которую они оба любили. Катерина покончила с собой, когда братья отказались помириться друг с другом. Изначально Стефан избегал Елену, потому что она — точная копия Катерины. По той же причине Дэймон собирается преследовать Елену. Методы обольщения Дэймона достаточно романтичны: он следует за ней вокруг в виде волшебного ворона, вторгается в её сны. Но, несмотря на это, Елена отклоняет все его ухаживания и остаётся верной Стефану, но потом принимает его, и начинает строить отношения. Отказ Елены злит Дэймона. В припадке ярости он вызывает Стефана на бой.
Впоследствии Стефан исчезает. Горожане Феллс-Черч считают, что исчезновение Стефана связано с нападениями диких животных на город. Тем не менее, Елена уверена, что она знает далеко не всё о произошедшем. Она считает, что Дэймон несёт ответственность за исчезновение Стефана, и знает, что Стефан находится в серьёзной опасности. Когда Елена в этом убеждается, она идёт на кладбище, чтобы найти Дэймона.

### 2 книга. Голод (1991)
Во время исчезновения Стефана Елена противостоит Дэймону. Но, так как Елена твёрдо стоит на отказе от романтических отношений с Дэймоном, он отказывается помочь ей найти Стефана. Елена вынуждена обратиться к своим лучшим подругам: Бонни Беннет и Мередит Салез. Бонни, которая является ведьмой, использует свою магию. Вскоре после этого Кэролайн Форбс (бывшая подруга Елены, а ныне её враг) украла дневник Елены, в котором находились записи, которые никто не должен был прочитать. Она хотела отомстить Елене и Стефану, прочитав его перед всем городом. Дэймон украл у Кэролайн дневник для Елены. Дэймон самодовольно принимает благодарность Елены, но его удовлетворение быстро превращается в восторг, когда Елена, столкнувшись с реакцией близких и друзей, выходит из себя. Сердитая, она едет к Стефану. Когда Елена, наконец, приезжает, Стефана нет дома. Она считает, что это Дэймон, и он сможет понести ответственность за свои поступки. Но происходит что-то странное с погодой. Воздух пропитан злостью и жесткостью, словно что-то или кто-то хочет смерти Елены. Она чувствует, что за ней наблюдают в темноте. Она садится в машину и пытается пересечь поток воды, думая, что это оградит её от опасности. Затем мост рушится и погружается в воду. Елена тонет в машине.

### 3 книга. Ярость (1991)
Елена очнулась, наблюдая, как Стефан и Дэймон бьются насмерть. Сначала она не признаёт братьев из-за своего запутанного состояния: недавно погибнув, она воскрешается в качестве вампира, но мерцания в памяти дают ей понять, кого она действительно любит, и что он нуждается в её помощи. Она имеет в виду Стефана, которого страстно любила в течение первых двух томов, но вместо этого Елена нападает на него, и полностью намеревается убить Стефана за оскорбление Дэймона. Стефан, узнав Елену, не сопротивляется и позволяет ей неловко и жёстко укусить себя. Дэймон, в конечном итоге, даёт команду, чтобы она остановилась, и берёт её с собой в поисках человеческой крови. Стефан вмешивается, понимая, к чему может привести большое количество трупов, однако он понимает, что Елена должна пить кровь человека, чтобы завершить своё превращение в вампира, иначе она умрёт. Друг Елены Мэтт Донован оплакивает гибель девушки. Стефан объясняет Мэтту, что случилось с Еленой и убеждает его дать ей своей крови, чтобы её превращение закончилось.
Впоследствии Дэймон прячет Елену на чердаке у школьного учителя истории Аларика Зальцмана, где она приходит в себя и осознаёт всё, что произошло. Она глубоко расстроена, что напала на Стефана. Тайком выбравшись из дома Аларика, на своём пути она подслушивает разговор, в котором узнаёт много нового об учителе истории. Прогуливаясь и стараясь осознать всю новую информацию, Елена видит свою собственную панихиду. В бедственном положении она замечает, что Стефан и Дэймон наблюдают за ней. Стефан чувствует облегчение, когда Елена вспоминает их любовь, и Дэймон впадает в ярость. Но троицу отвлекает странное поведение большой стаи собак города. Все собаки сидели, как будто ожидая команды, пока владелец одной из собак пытался подойти к ней, но свора внезапно обрушилась на него, и его жизнь была спасена лишь вмешательством Стефана.
Более странные события выясняются позже тремя вампирами с помощью Бонни, Мередит, Мэтта и Аларика, которые указывают на то, что происшествие с мостом было задумано специально для близких Елены. Катрина фон Шварцшильд, вампирша, которая обратила Дэймона и Стефана, подделала собственную смерть около 450 лет назад, в тщетной попытке сблизить братьев, чтобы они могли быть её вечными спутниками. Её план провалился, и братья, ненавидя друг друга ещё больше, чем когда-либо, убили друг друга, но, так как в них была кровь Катрины фон Шварцшильд, они поднялись как вампиры. Катрина пришла в ярость из-за продолжившейся борьбы между братьями, поэтому она бежала к Клаусу, тому самому, который превратил её в вампира на смертном одре. По его учению Катрина фон Шварцшильд стала более сильной, но весьма эмоционально неустойчивой. В конце концов, Елена забывает о ненависти к Дэймону и считает его не злым, а особенным.
Катрина узнала, что Стефан влюбился в Елену. В результате она разрабатывает месть, начиная с систематических пыток Стефана. В конце концов, она получает Дэймона, Стефана и Елену и заключает их в подземный склеп, где планирует пытать их и распоряжаться ими всеми. В то время как Катрина обсуждает наиболее предпочтительный порядок и способ их смерти, Елена освобождается и направляет на Катрину лучи солнца, сорвав защищавшее её ожерелье. Елена держит Катрину, пока та разлагается при солнечных лучах, однако сгорели они обе, так как Катрина заранее сняла кольцо Елены. Стефан тянет Елену обратно в тень, но уже слишком поздно. Она умерла на руках Стефана после того, как взяла с него обещание заботиться о Дэймоне. Так заканчивается запись в дневнике Бонни, которая признаёт, что Елена не была ни идеальной, ни святой, но она отдала свою жизнь ради спасения города.

### 4 книга. Тёмный альянс (1992)
Как медиум,Бонни ощущает Елену в другом мире. Елена сообщает, что над городом и его жителями нависла небывалая опасность. Не зная, что делать, Мередит, Мэтт и Бонни используют заклинание вызова, чтобы призвать Стефана и Дэймона.
Этот роман существенно расширяет роли Бонни и Мередит в качестве героев. Бонни также считает возможным роман с Мэттом. После некоторых исследований в библиотеке, Стефан понимает, что Тайлер Смоллвуд является оборотнем. Они придумывают план и заманивают Тайлера на кладбище. После угроз Тайлер раскрывает многие сведения об убийце. Они узнают, что вампир Клаус, который превратил Катерину Пирс в вампира, является убийцей, а также, что он захватил Кэролайн. Помешанный дед Мередит рассказывает, что единственное, что может ослабить Клауса, это белый ясень. Клаус заключил сделку со Стефаном: «Приходи один, иначе девочка погибнет». Бонни, Мередит и Мэтт пытаются убедить Стефана попить немного человеческой крови, но проигрывают битву, и Стефан находится на грани смерти. Дэймон появляется из ниоткуда и доказывает свою лояльность, протыкая колом Клауса. Тем взбесил Клауса, и он напал на Дэймона. В отчаянии Бонни призывает Елену. Она появляется, как светящийся туман вместе с духами солдат гражданской войны, которые воевали и погибли в тех местах. Они проклинают Клауса и уносят его с собой. Затем друзья Елены понимают, что она уходит навсегда, и тогда Стефан зовёт её, а Бонни, как медиум, призывает её спуститься на Землю. И Елена возрождается и превращается в живого человека, становится прежней: не как Елена из мира духов, не как красотка Елена-вампир, а обычная, настоящая Елена — с золотисто-белокурыми волосами и фарфоровой кожей.

## Серия книг «Возвращение»

### 5 книга. Тьма наступает (2009)
События происходят спустя неделю после возвращения Елены, и она уже не просто человек. Обладая божественными силами света, она, по сути, ребёнок, который не может читать, писать или говорить (за исключением ментальных картинок). Её кровь притягивает вампиров и Стефан убежден, что Елена должна для её же безопасности покинуть город. Дэймон хочет, чтобы Елена была с ним и стала его Королевой теней.
Пользуясь ненавистью Кэролайн к Елене и Стефану, коварная демонесса — кицуне по имени Мисао, в образе своего брата-близнеца Шиничи заставляет Кэролайн (кстати, беременную от Тайлера) подписать с ней контракт и вселяет в её тело малаха — паразита, который, находясь в чужом теле, подчиняется воле внедрившего его кицуне и в определённые моменты управляет разумом того, в чьё тело его вселили. В этот же день Стефан разрешает друзьям Елены увидеться с ней. Поцелуй в губы сердит Кэролайн, и в противостоянии с Еленой она проигрывает. Её просят уйти. По дороге домой Мередит, Бонни и Мэтт врезаются в дерево, которое разрастается. Дэймон спасает полумёртвую Бонни, а Стефан помогает Мэтту и Мередит. Но Елена все-таки становится прежней, не теряя силы.
Однажды ночью, пока Дэймон с ревностью наблюдает за летающими влюбленными, к нему приходит Шиничи, и желающий разрушить город Дэймон согласен на сделку, при которой он получает Елену, не подозревая, какая опасность грозит им обоим. По совету Дэймона, Стефан покидает город с обещанием вернуться в него человеком. А малах, подчинив себе Дэймона, подбирается к Елене, желая лишить её не только волшебной силы, но и жизни. В это время малах распространяется как вирус среди молодых девушек. Для спасения Дэймона, друзей и всего города Елена тратит все оставшиеся силы и выигрывает очередную битву со злом.

### 6 книга. Души Теней (2010)
Раскаивающийся Дэймон, вместе с Еленой и Мэттом следуют за Стэфаном в Тёмное Измерение. Они хотят освободить его из тюрьмы, в которую он попал, желая стать человеком. Мэтт возвращается домой для борьбы со злыми Кицуне, жаждущими разрушить город, и при этом скрывается от полиции (за что можно сказать спасибо Кэролайн). Бонни и Мередит присоединяются к ним, но в этом мире все человеческие существа становятся рабами вампиров и демонов. Все трое вынуждены доверить свои жизни Дэймону, стать его рабами и найти 2 половинки ключа Кицуне для освобождения Стефана. В этот период Елена очень сближается с Дэймоном, и они многократно обмениваются кровью. Освободив Стефана, она дает ему напиться своей крови.
При выходе из Темного Измерения добрая Кицуне дарит Елене букет, с карточкой «Для Стефана». Позже Елена понимает ценность подарка — в нём есть цветок, который может превратить Стефана обратно в человека. Но все планы перечеркнуло любопытство Дэймона — именно он вдыхает аромат цветка и становится человеком. Теперь оба брата безнадежно желают участи друг друга: Дэймон хочет вновь стать вампиром, а Стефан — человеком, чтобы жить долго и счастливо с Еленой. А Елене предстоит нелёгкий выбор.

### 7 книга. Полночь (2011)
Дэймон теперь человек. Отчаявшись, он использует звёздный мяч Мисао, чтобы снова отрыть врата в Темное Измерение и обращается в вампира при помощи Принцессы Жессалин. Случайно туда же попадает Бонни. Её арестовывают, полагая, что она сбежавшая рабыня и хотят продать на рынке. Шиничи выкупает Бонни, чтобы получить информацию о звёздном шаре Мисао. Тем временем не осталось энергии. Добро победило зло! Но все, особенно Елена, очень тяжело переживают смерть Дэймона. Елена обещает, что никогда не забудет его и их любовь.
Однако надежда все же есть. Сэйдж рассказывает друзьям, что, может быть, Небесный Суд сможет вернуть всем горожанам Феллс Черч прежнюю жизнь. Там обнаруживается, что Елене суждено было стать стражником в Темном Измерении. В день аварии именно Стражников увидела Елена, рассказавшая обо всем отцу. И именно ей суждено было умереть, но она оказалась более сильной, чем они ожидали. Несмотря на это, Небесный Суд согласен повернуть время вспять взамен на все собранные друзьями в разных измерениях богатства. Они сотрут память людям, Елена вернется домой и не будет помнить о своей смерти, Стефан будет её парнем, Викки, Сью и Мистер Таннер воскреснут. Но, увы, они никак не могут помочь Дэймону. Вне себя от ярости, Елена хочет разрушить все вокруг, но её вовремя останавливает одна из стражей суда. Разозленные наглостью Елены, они лишают её всех сверхъестественных способностей, и возвращают все на свои места. Стефан и Елена сидят в её комнате и вспоминают о Дэймоне. Книга заканчивается на самой маленькой луне в нижнем мире. Дэймон не мертв, он вспоминает о девушке с золотыми волосами и голубыми глазами (Елене) и девушке с тёмными глазами (Бонни). Если бы он только мог вспомнить, кто он, он смог бы воскреснуть…

## Серия книг «Охотники»

### 8 книга. Фантом (2011)
Жители Феллс Черч рады, что все вернулось на свои места, но они все ещё скорбят по Дэймону. Елена воссоединяется со своей семьей. Они нанимают Калеба Смоллвуда, двоюродного брата Тайлера, на работу садовником. Тайлер сбежал из дома, и никто не знает о его местонахождении. Мередит обнаруживает, что её брат Кристиан жив и в 18 лет пошёл в армию. Ни он, ни Мередит более не обладают сверхъестественными способностями, а её дедушка умер в доме для престарелых два года назад. Никто не хочет проведать Кэролайн, и все же им интересно, является ли она до сих пор оборотнем или беременна. Когда друзья отправляются встречать Аларика, вернувшегося из Японии, со своей подругой Силией Коннор, на пороге дома Елены появляется роза. Бонни ранится о шип, и капля крови превращается в слово «Силия». На вокзале Силия чуть не умирает от удушья, когда её шарф защемило дверями поезда, но Стефан вовремя её спасает. Лоскутки на земле формируют слово «Мередит».
Тем временем на Темной луне Дэймон наконец-то выбирается из груды пепла и медленно пробирается к двери, ведущей обратно в Нижний мир. Его замечает и спасает Сэйдж. Он помогает Дэймону все вспомнить, дает одежду и отправляет обратно в Феллс Черч с помощью Мистического Лифта. С этого момента Дэймон появляется во снах Елены в самых значимых для них местах, таких как спортзал в школе (где они впервые встретились) или на чердаке в доме Аларика (куда он привел её после обращения). Однажды ночью, к большому удивлению Елены, он появляется в её комнате и рассказывает о произошедшем. Оказывается, энергия Звёздного шара Инари сконденсировалась, пролилась дождем и оживила его. Он также просит не говорить никому, что он жив, так как он сам хочет открыть правду, когда придёт время.
Позже Елена идет на кладбище, чтобы навестить родителей, и там же встречает Калеба, который также потерял родителей. Из ревности Стефан избивает Калеба. Позже он также рассказывает, что он был в доме Смоллвудов и нашёл доказательства того, что Калеб занимался темной магией в сарае, пока его дядя с тетей уехали в отпуск. Елена все же навещает Калеба в больнице. В это время Бонни случайно задевает вязание Миссис Флауэрс, и нити вырисовывают имя «Бонни» на полу. Она рада, что все пытаются её защитить и остается в одной из комнат общежития. Этой же ночью она пытается вызвать Дэймона и, охваченная тьмой, впадает в кому. Когда Елена рассказывает об этом Дэймону, он решает разгадать эту тайну. Он разрешает тьме захватить себя и вновь оказывается на Темной Луне.

### 9 книга. Песнь луны (2012)
Елене приходится оставить родной дом и отправиться в колледж вместе со Стефаном и Дэймоном. Она абсолютно этому не рада, потому что она оставляет семью, а Стефан зачаровал приёмную комиссию, чтобы Елена, Бонни и Мередит получили лучшие комнаты в общежитии. Для себя Стефан «попросил» отдельную комнату. Стефан также зачаровал приёмную комиссию, чтобы в колледж приняли двух друзей Елены: Мередит и Мэтта. Мередит отказалась от обучения в Гарварде, а Мэтт — от обучения в лучшей футбольной школе, и все это, чтобы защитить Фэллс Черч в случае опасности. Однако Мэтта гложет чувство вины за то, что он занял чьё-то место в колледже, и отказывается от самой шикарной комнаты в общежитии. Дэймон снимает квартиру в городе, предпочитая не возвращаться в колледж.
С началом учебного года возрастает тревога Елены: она опасается разрушить только восстановленную дружбу и связь между братьями и стать новой Катериной в жизни братьев. Она решает порвать отношения с обоими, чтобы разобраться в своих чувствах. В первую неделю обучения Бонни знакомится с новым парнем Ксандером. Она сразу же влюбляется в него и неделю спустя организовывает с ним свидание. В результате Бонни сближается с Ксандером и его друзьями. Мередит занимается с сокурсницей Самантой. Мэтта приглашают в особое братство под названием Животворящее Сообщество.
В это же время в школе начинается серия пропаж и убийств. Друзья опасаются, что все это связано со сверхъестественными существами, и начинают расследование. В ходе расследования Мередит узнает, что её новая подруга Саманта на самом деле её соратница и охотник-убийца. Взволнованные, они начинают работать вместе и помогают друг другу развить свои навыки. Со временем становится понятно, что Мередит намного способней Саманты. Сосед Мэтта становится жертвой и Мередит думает, что она видела именно Ксандера, убегающего с места преступления. Мередит и Елена делятся своими подозрениями с Бонни, которая приходит в ярость. Она говорит, что подруги лишь завидуют ей, ведь Аларик (бывший парень Мередит) вернулся в Фэлл Черч, а Елена рассталась со Стефаном. Она уходит жить к Ксандеру. В то же самое время Дэймон продолжает добиваться Елену, несмотря на её просьбы оставить её на время в покое. Однако спасение Елены заканчивается поцелуем, свидетелем которого является Стефан. Разъярённый Стефан говорит Елене, что все кончено, рвет все связи с братом и покидает город. После произошедшего Елена решается на отношения с Дэймоном.
Когда умер его сосед по комнате, Мэтт отдалился от своих друзей из Фэлл Черч. В то же время он продолжает ходить в общество Vitale pledge, где влюбляется в Хлою. Однако, когда он решается пригласить её на свидание, выясняется, что она девушка основателя сообщества, Итана. Мэтт очень расстроен, но он продолжает дружить с ней. Также он чувствует, что он забыл Елену и у него даже проскальзывают несколько негативных мыслей по её поводу. Мэтт заканчивает все свои дела до наступления ночи, чтобы принять участие в собрании сообщества. До наступления ночи выясняется, что подруга Мередит, Саманта, жестоко убита в своей комнате. Девушка тяжело переживает потерю, и даже несмотря на то, что Бонни, Мэтт и Стефан больше не участвуют в поисках, она, Елена и Дэймон продолжают расследование.

### 10 книга. Поступь судьбы (2012)
Но ничто не сравнится с выбором между двумя возлюбленными — Стефаном и Дэймоном Сальваторе. Елена воссоединилась со Стефаном, в то время как Дэймон, уязвленный и отвергнутый, погрузился во тьму и стал непредсказуемым. Теперь девушка разрывается между спасением души Дэймона и верностью Стефану.
Но прежде чем Елена сможет понять, кому принадлежит её сердце, ей предстоит пройти очередное испытание: колледж Далкрест захватывают вампиры, одержимые идеей воскресить Клауса, опасного Древнего вампира, которого ничто не остановит от убийства Елены и всех её близких. Когда Елена узнает больше о своем предназначении Хранителя, защитника от сил зла на Земле, она понимает, что, прежде чем победить Клауса, ей придётся пожертвовать кем-то близким. Елена должна выбрать, от кого ей придётся отступиться, пока не стало слишком поздно…

## Серия книг «Спасение»

### 11 книга. Невидимый (2013)
Елена и её друзья, кажется, впервые счастливы. Елена и Стефан построили собственный дом в Далкресте, и все друзья Елены так же нашли свою любовь, как она и Стефан. Даже Дэймон наслаждается путешествием по Европе и посещением своих любимых исторических мест и больше, чем кто-либо, удивил всех тем, что путешествует с Кэтрин. Но в последнее время чувства Стража Елены на пределе, и она не может игнорировать ощущение приближающейся опасности. Когда в Далкрест приходит новая угроза, худшие опасения Елены становятся реальностью. Вскоре она и Стефан сражаются со злобным Древним, который всегда вне их досягаемости. И когда Дэймон и Кэтрин сталкиваются со странным и таинственным врагом, Елена беспокоится, что атаки связаны. Когда темные силы приближаются, Елена, Стефан и Дэймон борются за выживание единственным способом, который они умеют — быть вместе. Но их жизнь висит на волоске, и каждое мгновение, которое они разделяют, может стать для них последним…

### 12 книга. Невысказанное (2013)
Весь мир Елены Гилберт разрушился в одно мгновение. Её настоящая любовь, Стефан — убит, их так называемым другом Джеком. Теперь единственное, что заботит Елену, — это уничтожить Джека и его расу научно созданных вампиров. Но создания Джека невозможно убить — они невосприимчивы к солнечному свету, кольям и любому традиционному оружию против вампиров. Елена и Дэймон намеревались раскрыть тайну темного прошлого Джека в надежде найти его слабость. Поскольку они проводят больше времени вместе, Елена и Дэймон не могут отрицать, что их связь сильнее, чем когда-либо. Сможет ли она сопротивляться со своими чувствами к нему, не предав воспоминаний Стефана, или лучше не говорить о некоторых вещах?

### 13 книга. Разоблаченные (2014)
Елена Гилберт умирает. Когда Деймон Сальваторе отомстил за смерть своего брата Стефана, он нарушил священный контракт, который заключил со Стражниками — и поставил под угрозу жизнь Елены. Она должна была умереть, но вместо этого, Стражники предлагают Елене единственный в жизни шанс: начать все сначала. С тех пор как она встретила братьев Сальваторе, любовь Елены к ним обоим являлась причиной бесконечных смертей и разрушений. Но если Елена сможет вернуться к началу — своему выпускному классу средней школы, когда она впервые встретила Деймона и Стефана — и доказать, что она может существовать рядом с ними, исключая для них обоих убийства людей, то Елена может жить. Но Деймон целую вечность был непредсказуемым, безрассудным и опасным. Возможно, единственный способ для Елены спасти всех — включая себя — это отказаться от Сальваторе навсегда. Сможет ли Елена пожертвовать своими собственными желаниями во благо? Или её путь к трагической любви уже написан на звездах?

## Серия книг «Вечерняя песня»
Это альтернативная третья трилогия романов «Дневники вампира», созданная Л. Дж. Смит, опубликованная на её веб-сайте с 2013 по 2014 год, также известна как серия «Вечерняя песня». (Внимание: это оригинальная сюжетная линия для «Дневников вампира» Лиза Дж. Смит, которая следует за серией «Возвращение».)
Также у себя на фейсбуке она написала: «Прежде чем кто-нибудь задаст животрепещущий вопрос, я отвечу на него: нет, это не конец серии „Дневники вампира“, но если все пойдет хорошо и мои читатели пожелают этого, я буду продолжать писать в виде фанфика до самого конца… Это то, что я планировала».

### Потерянный рай (2014)
Дэймон вернулся и в полной мере наслаждается своим вампирским существованием. Елена, Бонни и их друзья уже третью неделю учатся в колледже Далкрест, в роли обычных учеников, которые знакомы с необычным миром, граничащим с их собственным кампусом. Стефан почти не осознает, что живёт в раю с Еленой с его преданной девушкой… пока однажды ночью все не рушиться. Он просыпается ото сна и обнаруживает, что Елена, обмякшая и белая, у него на руках, и спешит в больницу для переливания крови. Елена выживает, но Стефан решает, что единственный способ, которым она когда-либо будет по-настоящему в безопасности, — это без него. Чтобы сделать легче свой уход, Стефан стирает все воспоминания о себе Елене, её друзьям и всему городу Феллс-Черч. Можно ли забыть настоящую любовь? Будет ли Деймон, наконец, иметь рядом с собой Елену в качестве своей Принцессы Тьмы?

### Война роз (2014)
У Елены и её друзей теперь нет воспоминаний о Стефане, но каждому из них трудно адаптироваться к миру без него. Дэймон едва ли может остыть. Бонни кажется, что она сходит с ума. Её последняя диковинка — это лунатизм по кампусу Далкреста в компании только с золотоглазой белой «собакой». Такое поведение пугает других, особенно с учётом недавних нападений в соседних городах, в результате которых находят обескровленных девушек. Более того, Бонни оказывается втянутой в свой любовный треугольник с застенчивым новым соседом Мэтта по комнате, Бастианом и Дэймоном. Она понимает, что Деймон должен быть полностью забыт, но она не может не чувствовать, что где-то есть кто-то ещё, кто является идеальным партнером для Елены. Никто ничего не знает о Бастиане, у которого белокурые волосы и янтарные глаза, но ему, похоже, не нравится Дэймон. Бастиан просто завидует привязанности Деймона к Бонни или у него есть какой-то более темный секрет? Между тем, для Бонни и Елены загадочным образом присылают красные и черные розы. От кого они и почему кажутся такими важными? Война роз только началась…

### Посреди леса (не вышла)
Неизданная десятая часть серии романов «Дневники вампира» и третья часть арки серии «Вечерняя песня». Хотя официально издатели не признают роман каноническим, роман продолжает преемственность, установленную Лизой Дж. Смит. Ранее автор сообщала на личном сайте, что в конце 2015 года ей поставили диагноз гранулёматоз с полиангиитом и пока прекратила писать книги.
Дата выхода ещё не установлена, однако Л.Дж. Смит сообщила, что роман выйдет на Kindle Worlds в скором времени.

## Персонажи
= Основной состав (Встречается как главный персонаж на протяжении всего романа.) 
     = Периодически (Персонаж появляется в книге несколько раз, но долгое время отсутствует.)
     = Гость (Персонажи встречаются только в одной или двух главах романа или часто упоминаются в книге, влияющем на сюжет.)
| Персонажи             | Книги       | Книги    | Книги    | Книги         | Книги          | Книги        | Книги    | Книги        | Книги      | Книги          |
| Персонажи             | Пробуждение | Голод    | Ярость   | Темный альянс | Тьма наступает | Души Теней   | Полночь  | Фантом       | Песнь луны | Поступь судьбы |
| --------------------- | ----------- | -------- | -------- | ------------- | -------------- | ------------ | -------- | ------------ | ---------- | -------------- |
| Елена Гилберт         | Основной    | Основной | Основной | Основной      | Основной       | Основной     | Основной | Основной     | Основной   | Основной       |
| Деймон Сальваторе     | Основной    | Основной | Основной | Основной      | Основной       | Основной     | Основной | Основной     | Основной   | Основной       |
| Стефан Сальваторе     | Основной    | Основной | Основной | Основной      | Основной       | Периодически | Основной | Основной     | Основной   | Основной       |
| Бонни Маккалоу        | Основной    | Основной | Основной | Основной      | Основной       | Основной     | Основной | Основной     | Основной   | Основной       |
| Мэтт Ханикатт         | Основной    | Основной | Основной | Основной      | Основной       | Основной     | Основной | Основной     | Основной   | Основной       |
| Мередит Сулез         | Основной    | Основной | Основной | Основной      | Основной       | Основной     | Основной | Основной     | Основной   | Основной       |
| Кэролайн Форбс        | Основной    | Основной | Основной | Основной      | Периодически   |              |          |              |            | Гость          |
| Аларик Зальцман       |             | Основной | Основной | Периодически  |                |              | Гость    | Основной     | Основной   | Основной       |
| Кэтрин фон Шварцшильд | Гость       | Гость    | Основной |               |                |              |          |              |            | Основной       |
| Клаус                 |             | Гость    |          | Основной      |                |              |          |              | Гость      | Основной       |
| Сейдж                 |             |          |          |               |                | Основной     | Основной | Периодически |            |                |
| Тайлер Смоллвуд       | Основной    | Основной | Основной | Основной      |                |              |          |              |            | Гость          |
| Шиничи                |             |          |          |               | Основной       | Периодически | Основной |              |            |                |

## Мифология
Мир романов «Дневники вампира» вносит некоторые коррективы в общую вампирскую мифологию. В том числе в рамках книг:

### Мифология книг
- Некоторые вампиры могут превращаться в животных, а некоторые — нет. Дэймон Сальваторе может принять облик ворона (чаще всего), либо волка; Стефан Сальваторе во второй книге превращался в сокола; а Катерина фон Шварцшильд в третьей книге принимала облик котёнка, совы и тигра.
- Вампиры могут гипнотизировать людей, чтобы заставить тех выполнять их указания. Могут также уничтожать воспоминания об этом из их памяти;
- Кровь вампира обладает исцеляющим эффектом для людей;
- Вампиры отражаются в зеркалах, на них не действует ни распятие, ни святая вода, ни чеснок.
- Вампир не может пересечь движущуюся воду (например, реку), чем сильнее вампир, тем тяжелее ему проходить дальше в глубину реки. Например, в одной из книг Катерина придумала, что можно проходить под рекой, а не через неё.
- Вампир также не может войти в дом без приглашения, но если в этом доме нет постоянного хозяина или проживают вампиры, то приглашение не требуется. Пригласить вампира может любой человек, находящийся в доме, независимо от того, хозяин он или нет.
- Ещё вампиры боятся вербены. Она защищает людей от внушения. Вампиры сторонятся тех, кто носит вербену. Также их можно убить деревянным колом в сердце, но на древних вампиров это не действует. Древних можно ранить колом из белого ясеня.
- Далеко не последним страхом является страх вампиров перед солнечным светом. При попадании солнечного света на кожу древний вампир сгорает, а молодой умирает. Некоторые вампиры сумели найти способ, чтобы выйти на улицу днем. Например, у Дэймона и Стефана есть кольца с лазуритом, защищающие их от ожогов. Катерина тоже сначала носила такое же кольцо.

### Мифология сериала
- Вампиры могут гипнотизировать людей.
- Кровь вампира исцеляет человека.
- Вампиры отражаются в зеркалах, на них не действует ни распятие, ни святая вода, ни чеснок.
- Вампиры могут пересечь воду.
- Вампир также не может войти в дом без приглашения, но если в этом доме нет постоянного хозяина или проживают вампиры, то приглашение не требуется. Пригласить вампира в дом может только хозяин.
- Ещё вампиры боятся вербены. Она защищает людей от внушения. Вампиры сторонятся тех, кто носит вербену. Также их можно убить деревянным колом в сердце, но на древних вампиров это не действует. Некоторые из них принимают вербену в малых количествах, чтобы защититься от внушения со стороны Древних.
- Вампиры боятся солнечных лучей. Но у некоторых вампиров есть украшения (кольца, цепочки, браслеты), заколдованные ведьмами, которые их защищают.
- Все вампиры умирают. А Древние, которых можно убить специальным колом, сгорают. От клинка с пеплом белого дуба Древние временно умирают до тех пор, пока клинок не вытащат из сердца.

## Адаптации

### Телевидение
- 2009—2017 — телесериал «Дневники вампира».

### Дневники Стефана
В Дневниках Стефана шесть романов, основаны на телевизионной версии Дневников вампира, по мотивам Лиза Джейн Смит и писателя призрака. Написаны сценаристами — шоуранерами сериала Джули Плек и Кевином Уильямсом. Серия книг рассказывает прошлое Стефана и Деймона с момента приезда Кэтрин. Поскольку они были написаны во время трансляции сериала, некоторые вещи отличаются, например, история древних вампиров.
- Дневники вампира. Дневники Стефана: Начало (2 ноября 2010 г.)[9]
- Дневники вампира. Дневники Стефана: Жажда крови (4 января 2011 г.)[10]
- Дневники вампира. Дневники Стефана: Влечение (3 марта 2011 г.)[11]
- Дневники вампира. Дневники Стефана: Потрошитель (8 ноября 2011 г.)[12]
- Дневники вампира. Дневники Стефана: Убежище (17 января 2012 г.)[13]
- Дневники вампира. Дневники Стефана: Зачарованные (12 марта 2012 г.)[14]